# عبد الهادي الظاهر
عبد الهادي أحمد الظاهر (ولد عام 1898 وتوفي عام 1978) هو قاض وإداري عراقي تولى مناصب نيابية ووزارية مختلفة في العهد الملكي في العراق، وهو شقيق الوزير عبد الرزاق أحمد الظاهر.
ينتمي لأسرة الظاهر المنحدرة من عشائر البو سلطان في الحلة، وهم من قبيلة بني سودة الزبيدية. كان والده الشيخ أحمد الظاهر من وجهاء بغداد وكان له مجلس عامر في منزله في الصالحية بجانب الكرخ من بغداد، وقد توفي عام 1932. وقد قامت الجهات الرسمية بتحويل دارهم إلى دار تراثية.
شغل منصب عضو محكمة التمييز. كما شغل منصب وزير الاقتصاد في وزارة توفيق السويدي الثانية عام 1946.
كتب عنه رسالة الماجستير في كلية التربية للعلوم الإنسانية في الجامعة المستنصرية، وكانت بعنوان: «عبد الهادي الظاهر وأثره السياسي والاقتصادي في العراق حتى عام 1978».